# Ладья Данте
«Ладья Данте», также «Данте и Вергилий в аду» (фр. La Barque de Dante) — картина французского живописца Эжена Делакруа, написанная в 1822 году; первое значительное произведение Делакруа, одна из первых работ, по распространенному мнению ознаменовавших собой переход от неоклассицизма к романтизму в истории западноевропейской живописи. Картина была написана в 1822 году к открытию Парижского салона и ныне выставлена в Лувре.

## Описание
Сюжет картины основан на восьмой песни Ада Данте: поэт и его проводник по Аду древнеримский поэт Вергилий пересекают реку Стикс на фоне пылающего Города мёртвых, из вод которой вздымаются души грешников. Хотя расположение фигур на картине в большей степени ещё совместимо с доминировавшими тогда во французской живописи принципами неоклассицизма, в некоторых важных аспектах она явно отошла от французской неоклассической традиции.
Дым сзади и яростное движение одежды, в которую завернут гребец Флегий, указывают на сильный ветер. Город позади — выглядит как гигантская печь. Картина изображает мир ярости, безумия и отчаяния, на ней нет ни утешения, ни убежища.
Картина исследует психологические состояния людей, которых она изображает, и использует компактные, драматические контрасты, чтобы подчеркнуть их различные реакции на соответствующие затруднительные положения. Отстраненность Вергилия от окружающего его шума и его забота о благополучии Данте являются очевидным противопоставлением страха, беспокойства и физического состояния дисбаланса последнего. Души снизу подобны гротескным подставкам для книг, которые добавляют клаустрофобный штрих ко всей картине.
Капли воды, стекающие по телам проклятых, изображены в манере, редко встречающейся вплоть до начала девятнадцатого века. Четыре различных, несмешанных пигмента, в дискретно нанесенных количествах, составляют изображение одной капли и ее тени. Белый цвет используется для выделения, штрихи желтого и зеленого обозначают длину капли, а сама тень — красная.

## Критика
Критики высказали ряд мнений о «Ладье Данте» . Один из судей Парижского салона, Этьен-Жан Делеклюз, был нелестным, назвав работу «настоящей мазней». Другой судья, Антуан-Жан Гро , высоко оценил ее, назвав «сдержанным Рубенсом».